# NASA Astronaut Group 20

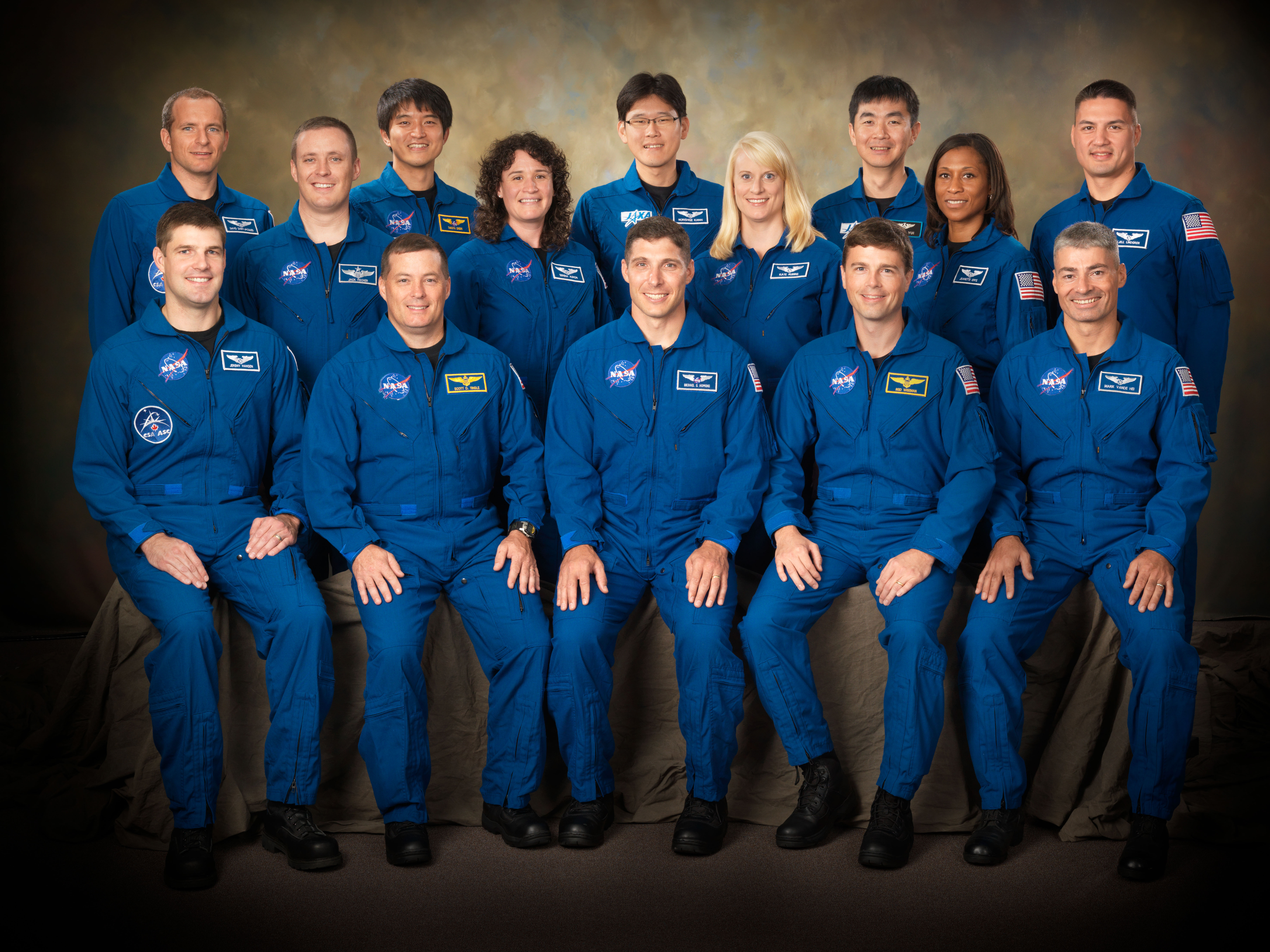
Prima fila, da sinistra: Jeremy Hansen, Scott D. Tingle, Michael S. Hopkins, Gregory Wiseman e Mark Vande Hei.
Fila intermedia, da sinistra: Jack D. Fischer, Serena Auñón, Kathleen Rubins e Jeanette Epps.
Ultima fila, da sinistra: David Saint-Jacques, Takuya Onishi, Norishige Kanai, Kimiya Yui e Kjell N. Lindgren

Il NASA Astronaut Group 20 (The Chumps) è formato da 9 specialisti di missione statunitensi e da 5 specialisti di missione internazionali. Per questo gruppo, gli addestramenti sono iniziati ad agosto 2009.

## Elenco degli astronauti

### Specialisti di missione
- Serena Auñón[2][3]

Sojuz MS-09
Expedition 56/57, Ingegnere di volo
- Jeanette Epps[2][4]

SpaceX Crew-8, Specialista di missione
Expedition 71, Ingegnere di volo
- Jack Fischer (Rit.)[2][5]

Sojuz MS-04
Expedition 51/52, Ingegnere di volo
- Michael Hopkins (Rit.)[2][6]

Sojuz TMA-10M
Expedition 37/38, Ingegnere di volo
SpaceX Crew-1, Comandante
Expedition 64, Ingegnere di volo
- Kjell Lindgren[2][7]

Sojuz TMA-17M
Expedition 44/45, Ingegnere di volo
SpaceX Crew-4, Comandante
Expedition 67, Ingegnere di volo
- Kathleen Rubins[2][8]

Sojuz MS-01
Expedition 48/49, Ingegnere di volo
Sojuz MS-17
Expedition 63/64, Ingegnere di volo
- Scott Tingle[2][9]

Sojuz MS-07
Expedition 54/55, Ingegnere di volo
- Mark Vande Hei[2][10]

Sojuz MS-06
Expedition 53/54, Ingegnere di volo
Sojuz MS-18
Expedition 64/65/66, Ingegnere di volo
- Reid Wiseman[2][11]

Sojuz TMA-13M
Expedition 40/41, Ingegnere di volo
Artemis 2, Comandante (pianificato)

### Specialisti di Missione internazionali
- Jeremy Hansen[12]

Artemis 2, Comandante (pianificato)
- Norishige Kanai[13]

Sojuz MS-07
Expedition 54/55, Ingegnere di volo
- Takuya Ōnishi[14]

Sojuz MS-01
Expedition 48/49, Ingegnere di volo
- David Saint-Jacques[15]

Sojuz MS-11
Expedition 57/58/59, Ingegnere di volo
- Kimiya Yui[16]

Sojuz TMA-17M
Expedition 44/45, Ingegnere di volo